# Fukushima II
Fukushima II kärnkraftverk (福島第二原子力発電所 Fukushima dai-ni genshiryoku hatsudensho?) är ett nedlagt japanskt kärnkraftverk, som ligger i städerna Naraha och Tomioka i Fukushima prefektur. Det finns ytterligare ett nedlagt kärnkraftverk i  prefekturen, Fukushima I eller 福島第一 Fukushima Daiichi på japanska. Både Fukushima I och Fukushima II drevs av The Tokyo Electric Power Company.
Fukushima II består av fyra kokvattenreaktorer, som togs i drift 1982-1987. Dessa togs tillfälligt ur drift i samband med Fukushima-olyckan och stängdes sedan permanent 30 september 2019.

## Reaktorer på Fukushima II
| Reaktor          | Typ | Först kritisk   | Kommersiell drift | Elektrisk bruttoeffekt | Installationskostnader (yen/kW) |
| ---------------- | --- | --------------- | ----------------- | ---------------------- | ------------------------------- |
| Fukushima II - 1 | BWR | 17 juni 1981    | 20 april 1982     | 1100 MW                | 250000                          |
| Fukushima II - 2 | BWR | 26 april 1983   | 3 februari 1984   | 1100 MW                | 230000                          |
| Fukushima II - 3 | BWR | 18 oktober 1984 | 21 juni 1985      | 1100 MW                | 290000                          |
| Fukushima II - 4 | BWR | 24 oktober 1986 | 25 augusti 1987   | 1100 MW                | 250000                          |